# Дряща
Дряща (Дряша) — река в России, протекает по Тарусскому району Калужской области. Левый приток реки Оки.

## География
Река Дряща берёт начало вблизи посёлков Муковня и Петрищево. Течёт на восток. По берегам реки произрастают леса. Устье реки находится в 1025 км по левому берегу реки Оки. Длина реки составляет 21 км, площадь водосборного бассейна — 102 км².
Вдоль течения реки расположены населённые пункты Головино, Елизаветино и Вознесенье.

## Данные водного реестра
По данным государственного водного реестра России относится к Окскому бассейновому округу, водохозяйственный участок реки — Ока от города Калуга до города Серпухов, без рек Протва и Нара, речной подбассейн реки — бассейны притоков Оки до впадения Мокши. Речной бассейн реки — Ока.
Код объекта в государственном водном реестре — 09010100812110000021876.